# Llac Kanas
El Kanas (en xinès: 喀納斯 湖, pinyin: Kānàsī Hú) és un llac de muntanya de la Xina localitzat a l'extrem sud del massís de l'Altai, a la frontera de la taigà siberiana, a la prefectura d'Altai de la regió de Xinjiang. El seu nom, d'origen mongol, vol dir 'país fèrtil i misteriós'. De vegades se l'anomena la "paleta de Déu» a causa de la multiplicitat i bellesa dels seus colors.

## Geografia

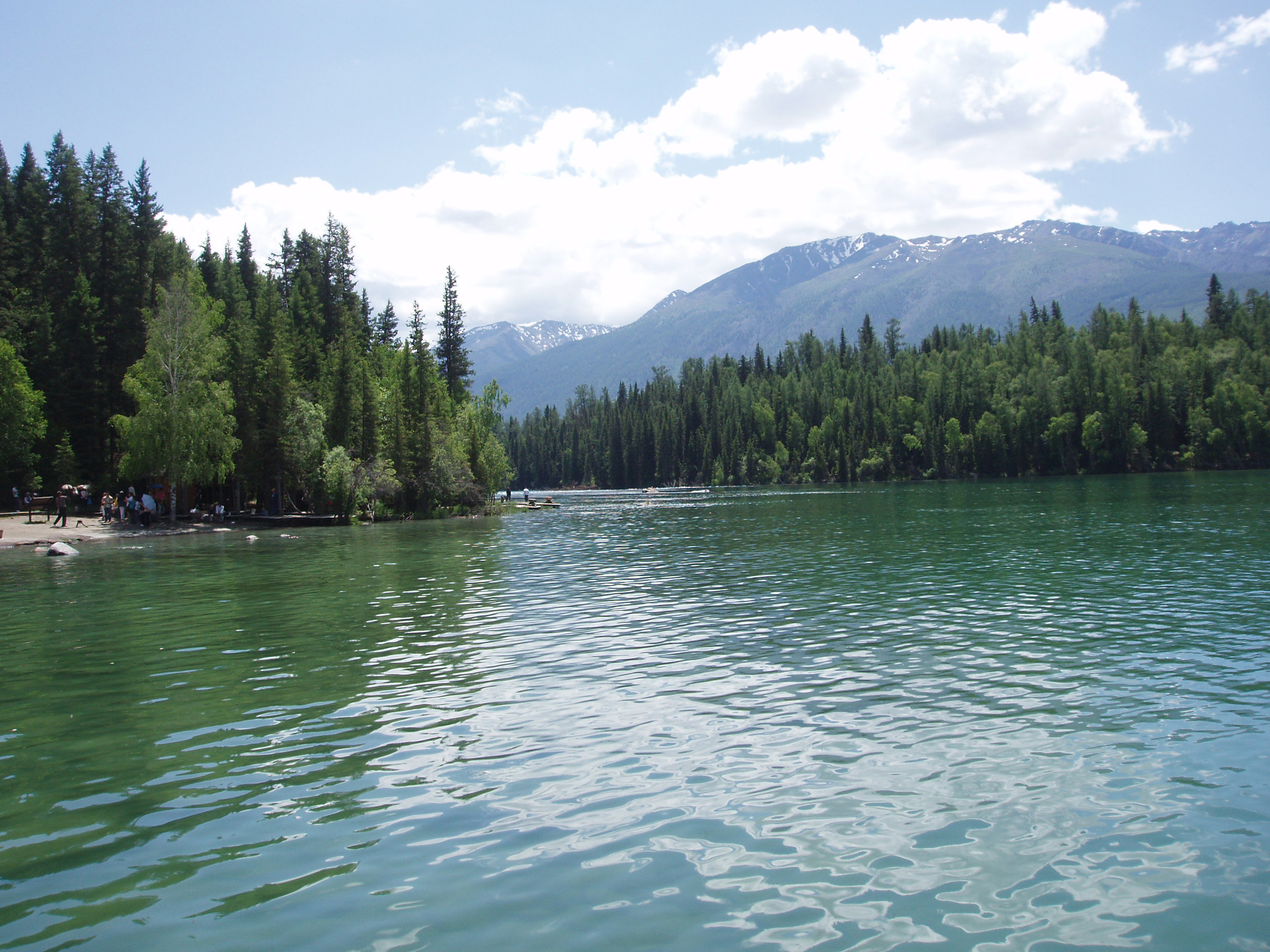
Vista de la riba del llac.

Situat en una vall d'origen glacial a les muntanyes del massís de l'Altai -a prop de la punta més septentrional de Xinjiang, i en les fronteres de la província amb el Kazakhstan, Mongòlia i Rússia-, el llac es va formar fa al voltant de 200.000 anys durant el període Quaternari com a resultat del moviment glacial. Té forma d'una mitja lluna de 24 km de longitud de nord a sud, amb una amplada mitjana de 1,9 km. Té una profunditat mitjana de 120 m i aconsegueix una profunditat màxima de 188 m, el que el converteix en el llac d'aigua dolça més profund de la Xina. La seva superfície és de 44,78 km², emmagatzema un volum de 5,38 km³ i es troba a una altitud de 1374 msnm.
Està envoltat per una reserva natural de 5.588 km², i està prevista una ampliació.

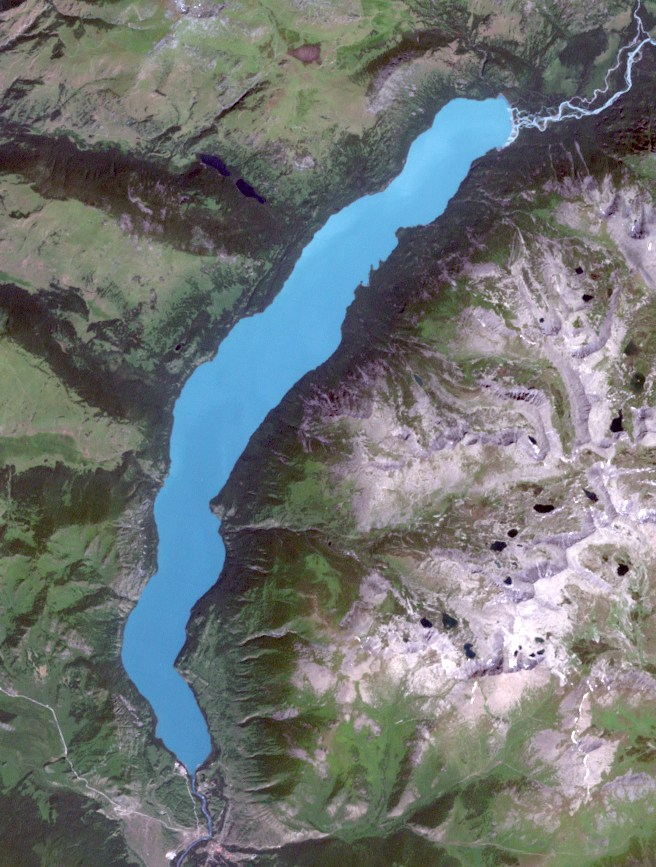
Imatge de satèl·lit del llac

El riu Kanas, que surt del llac, més tard s'uneix amb el riu Hemu per formar el riu Burqin, que desemboca al riu Irtysh a la ciutat de Burqin, la capital del comtat de Burqin.

## Població
Hi ha força població d'ètnies tuvana i kazakh a la vall del Kanas. Si bé la majoria d'aquestes persones han mantingut els seus tradicionals estils de vida agrícoles i nòmades, molts d'ells treballen avui en la creixent indústria turística, i han establert instal·lacions per a l'orientació, senderisme, ràfting, escalada de roques, parapent i càmping. El punt escènic es classifica com una àrea escènica AAAAA per l'Administració Nacional de Turisme de la Xina.
La gent tuvana, d'origen ètnic mongol, habiten a la regió des d'almenys quatre segles, vivint de la pastura nòmada i de la caça. La població actual és d'unes 2000 persones, assentats sobretot als pobles de Tuwa, Hemu i Baihaba. Sovint són referits sota els noms de «tribu dels núvols» i «habitants del bosc».

## Flora i fauna

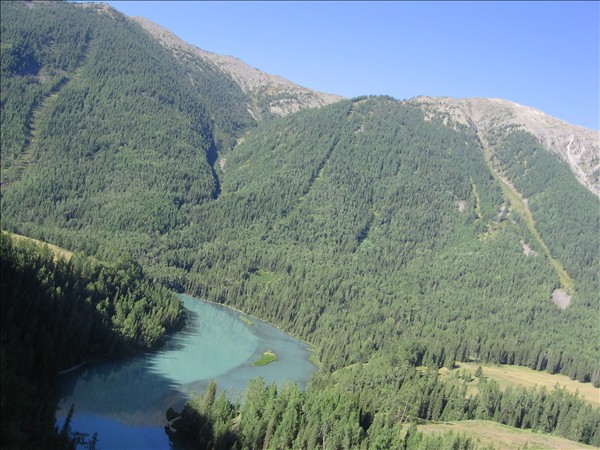
El llac Kanas al costat de la glacera alpina.

La vegetació es compon principalment de les praderies i boscos de coníferes característics de la taigà, com el làrix siberià (Larix sibirica), l'avet siberià (Picea obovata), el pi de Sibèria (Pinus sibirica).
La reserva natural és la llar d'algunes espècies com la pantera de les neus (Panthera uncia), el linx (Lynx lynx), el cérvol comú (Cervus elaphus), la marta gibelina (Martes zibellina), la cabra dels Alps (Capra ibex), l'argalí (Ovis ammon), la llebre de les neus (Lepus timidus), i entre les aus més característiques, diverses espècies de la família del gall fer com el gall de cua forcada (Tetrao tetrix) i el grèvol (Bonasa bonasia).
Prop de 117 diferents tipus d'aus viuen al llarg del llac.

## Criatures del llac

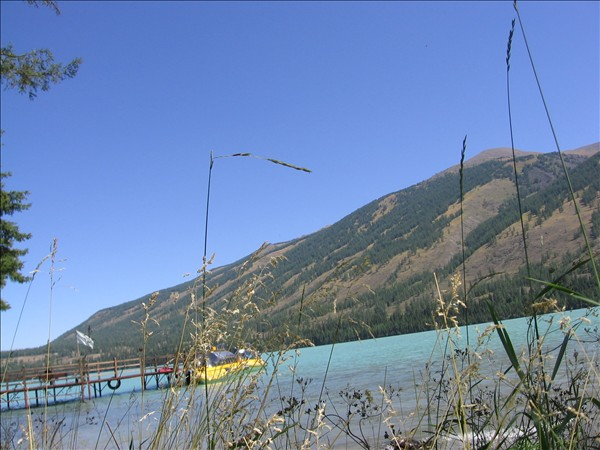
Tour al llac.

Igual que al llac Ness a Escòcia, molts afirmen que al llac hi viu un animal monstruós, conegut localment com a gwaiwu.
Durant diversos segles hi ha hagut albiraments en les aigües del llac de grans criatures. Els primers esforços en la investigació d'aquestes llegendes van ser fetes per Yuan Guoying (de la Universitat de Xinjiang) que va observar peixos de grans dimensions en 1985. Ell i els seus alumnes van avaluar que el peix podria tenir 10-15 m de llarg i més de 4 tones de pes, amb una població total de més de 50 exemplars.
La freqüència de l'observació s'ha incrementat al segle xxi, amb el desenvolupament del turisme de masses. Va ser pres un vídeo que es mostra en els mitjans de comunicació locals xinesos on es poden veure nombroses criatures no identificables. Segons CCTV10, les criatures que viuen al llac segons especulen els erudits xinesos com el gegant salmó siberià.